# Pixel 8a
pixel 8a（ピクセル エイト・エー）は、アメリカのGoogleが開発した第5世代移動通信システム対応のSIMフリースマートフォンである。2024年5月7日（日本時間）に発表され、同月14日に発売された。

## スペック

### ハードウェア
素材
傷が付きにくい Corning® Gorilla® Glass 3 カバーガラスが使用されている。IP67の防塵・防水規格を備えている。
マット仕上げ複合素材のバックカバーとマット仕上げアルミニウム製フレーム

カラー・デザイン
カラーは、ベイ、アロエ、オブシディアン、ポーセリンの4色展開である。前機種のPixel 7aのやや角ばったデザインから、Pixel 8のような丸みを帯びたデザインに変更され、グリップ感が向上している印象がある。

ディスプレイ
6.1インチActua ディスプレイを搭載している。Corning® Gorilla® Glass™ 3 カバーガラス。
ディスプレイのアスペクト比は20:9。

サイズ
高さは152.1mm、幅は72.7 mm、厚さは8.9 mmで、重量は189gである。片手で操作可能な程度の大きさであり、ややコンパクトな部類に入る。

バッテリー
容量は4492mAhである。

メモリとストレージ
データ保存可能な容量（ストレージ）は128GBか256GBである。（256GBは日本での販売なし）また一時的にデータを保存しておく為の容量（メモリ）は8GBである。

メディアとオーディオ
ステレオスピーカーを搭載し、マイクは2つ搭載されている。

プロセッサ
SoCはGoogle Tensor G3を搭載している。また、セキュリティプロセッサとしてTitan M2™ を搭載している。

カメラ
以下の3つのカメラを搭載している。

背面カメラ
4Kでは(24 FPS、30 FPS、60 FPS)、1080pでは(30 FPS、60 FPS)の動画撮影に対応。
6400万画素 Quad PD 広角カメラ
ピクセル幅 0.8μm、絞り値はƒ/1.89、画角は80°、センサーサイズは1/1.73インチで、超解像ズームは最大で8倍となっている。

1300万画素 ウルトラワイド カメラ
ピクセル幅は1.12 μm、絞り値はƒ/2.2、画角は120°の超広角。広角レンズ対応光学式。電子式手ぶれ補正機能に対応している。

前面カメラ
4Kでは（30 FPS）、1080pでは30 FPSの動画撮影に対応している。
1300万画素 カメラ
ピクセル幅 1.12 μm、絞り値 ƒ/2.2で固定フォーカスに対応、画角 96.5°の超広角である。

充電
USB-Cポートで最大18Wの急速充電に対応。またワイヤレス充電も可能。

### ソフトウェア
OS
Android 14を標準搭載。

アップデート
7年間のOSアップデート保証。

認証
ディスプレイ内蔵指紋認証センサーによる指紋認証や顔認証、パターン、PIN、パスワードでの認証が可能。

Google AIによる機能
Pixel 8aにはPixel 8シリーズで使える「Google AI」が搭載された。写真に写り込んだ不要なモノや動画の雑音を除去できる「消しゴムマジック」やオブジェクトを移動したり大きさを変えられる「編集マジック」、人物の集合写真で一番良い表情に入れ替えられる「ベストテイク」などが利用できる。